# Johann Joachim Becher
Johann Joachim Becher (født 6. maj 1635, død 1682) var en tysk kemiker og læge.
Trods et uroligt omflakkende liv, en kort tid som professor i medicin ved universitetet i Mainz og livlæge hos kurfyrsten, senere som livlæge og alkymist ved hofferne i München og Wien, og til sidst optaget af fantastiske projekter i Haarlem og England, altid jaget, fordi han var for ærlig til at bedrage sine velyndere, måske også for åben og frimodig, har han sat sit spor dybt i kemiens historie. Interesse har forskellige af hans eksperimentelle arbejder fx om stenkul, fremstilling af tjære, olie, beg og gas og om metalfremstilling, men særligt hans teoretiske betragtninger; han udvidede Basilius Valentius’ og Paracelsus’ anskuelser over de uorganiske stoffer, som han antager sammensatte af 3 "jordarter", den merkurielske, den glasdannende og den brændbare (terra pingvis), hvilken sidste går bort ved forbrænding, også ved metallernes. Herved lagde han grunden til den senere af Stahl opstillede teori om flogistisk kemi. Også ved fremsættelse af økonomiske teorier og som en af grundlæggerne af merkantilismen i Tyskland har han haft betydning.